# Хахт, Виллем ван
Виллем ван Хахт, или Виллем ван Хехт (нидерл. Willem van Haecht; 1593, Антверпен — 12 июля 1637) — фламандский живописец эпохи барокко, прославившийся изображениями художественных галерей и коллекций.
Виллем родился в семье художника, пейзажиста Тобиаса Верхахта, который известен тем, что был первым учителем Питера Пауля Рубенса, приходившегося ему дальним родственником со стороны жены. Виллем ван Хахт вначале учился у своего отца, затем — в мастерской Рубенса в Антверпене.
В 1615—1619 году работал в Париже, затем отправился в Италию, где прожил около семи лет. В 1626 году ван Хахт стал мастером гильдии Святого Луки в Антверпене. Как и его отец, Виллем ван Хахт был активным членом риторического кружка (или камеры риторов), называемых также редерейкерами (нидерл. rederijkkamer, или rederijkerskamer). Участники кружка устраивали диспуты, празднества, совместные упражнения в искусстве стихосложения и театральных представлений.
С 1628 года Виллем ван Хахт был «куратором» (хранителем) коллекции произведений искусства антверпенского мецената, друга и заказчика Рубенса и других фламандских живописцев Корнелиса ван дер Геста. Художественное творчество Виллема ван Хахта известно, в основном, по нескольким картинам (хорошо известны пять), на которых представлены так называемые «кунсткамеры» (constcammer) и находящиеся в них произведения искусства.
На одной из них, изображающей кунсткамеру ван дер Геста (картина находится в доме Рубенса в Антверпене), представлены многие известные произведения искусства и современники художника во время визита в Антверпен штатгальтера испанских Нидерландов, эрцгерцога Австрии Альбрехта VII и его супруги Изабеллы Клары Евгении. На картине изображены (слева направо) Клара Евгения из Испании, эрцгерцог Альбрехт из Австрии, Питер Пауль Рубенс, польский великий князь Владислав IV Ваза в чёрной шляпе (посетивший галерею ван дер Геста в 1624 году) — хозяин показывает ему картину Квентина Массейса «Мадонна с Младенцем».
Другая подобная картина находится в Гааге в Королевской галерее Маурицхёйс, ещё одна хранится в частном собрании. На картине «Апеллес пишет портрет Кампаспы» (ок. 1630, Маурицхёйс) можно найти важные документальные свидетельства, поскольку считается, что это идеализированное изображение мастерской Рубенса и его художественной коллекции.

## «Кунсткамеры» Виллема ван Хахта

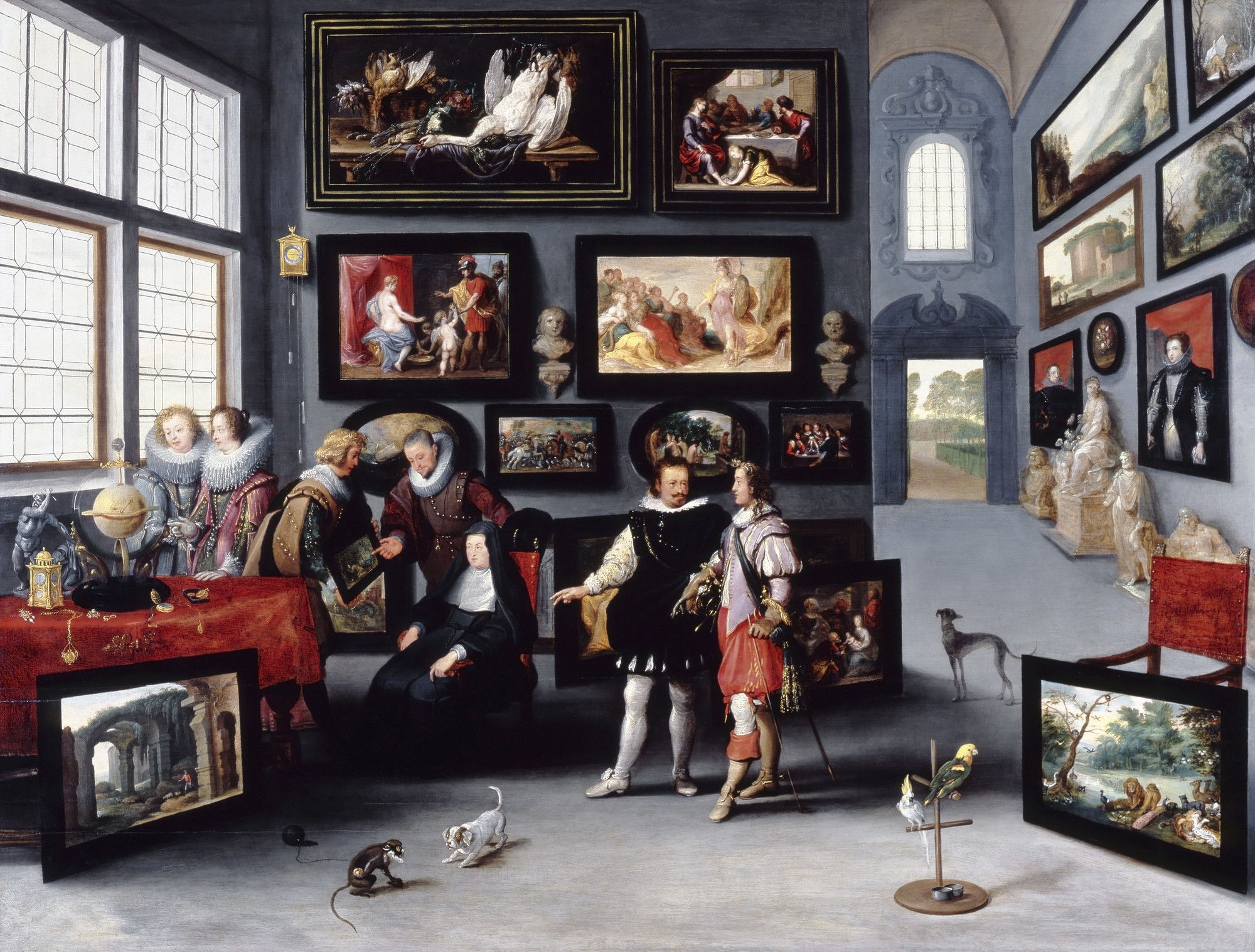
Вид салона эрцгерцогини Изабеллы Австрийской. 1621. Дерево, масло. Музей искусство Нортона, Флорида, США
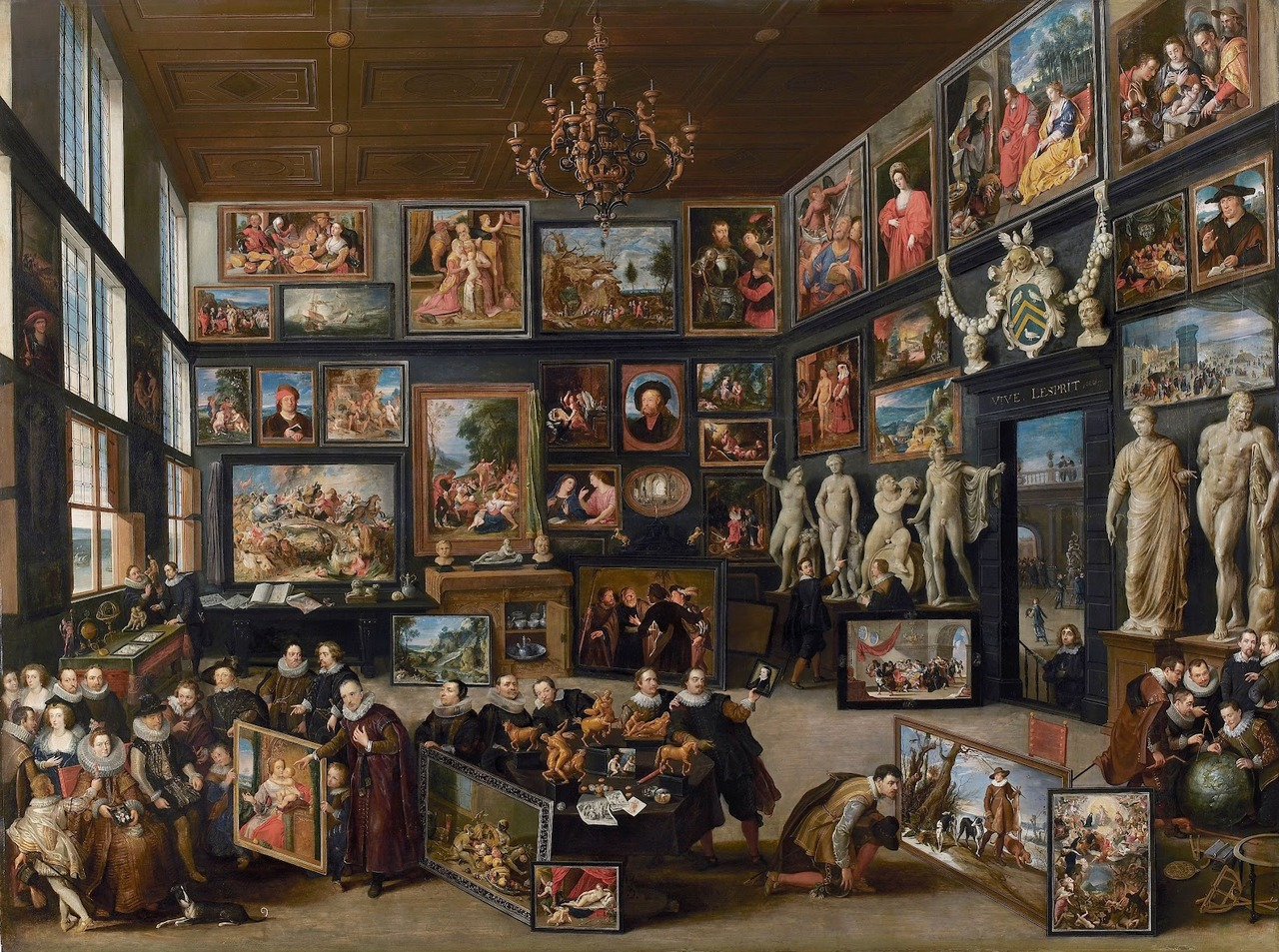
Галерея Корнелиса ван дер Геста. 1628. Дерево, масло. Дом Рубенса, Антверпен
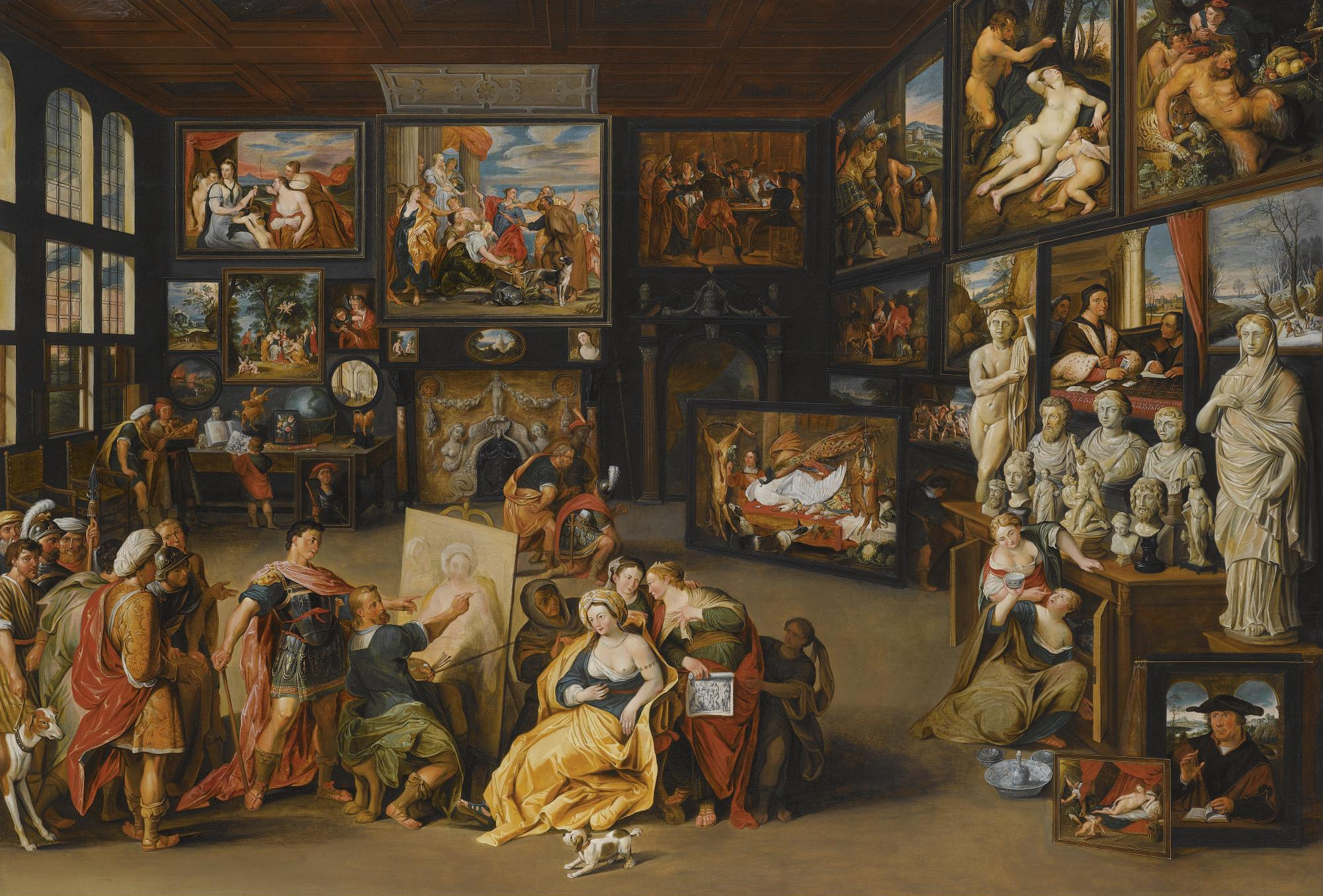
Александр Македонский в мастерской Апеллеса. 1628–1637. Дерево, масло. Частное собрание
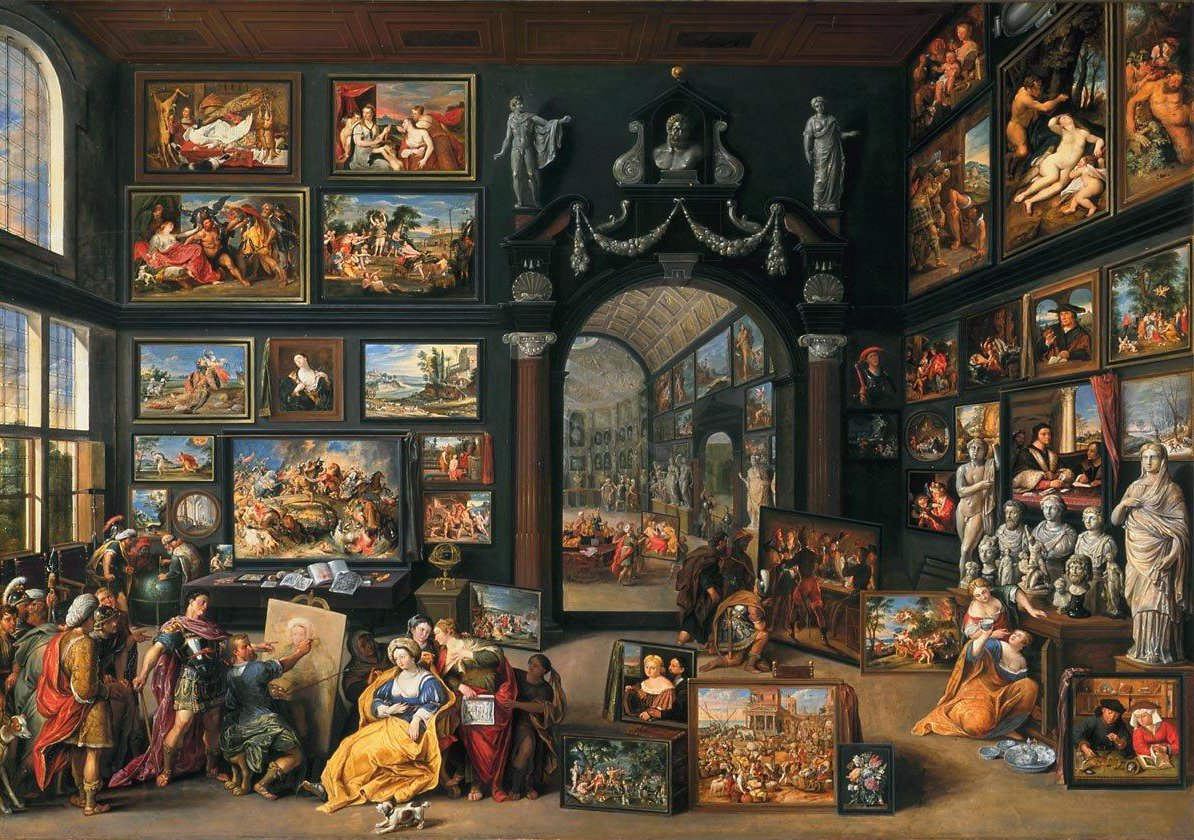
Апеллес пишет портрет Кампаспы. Ок. 1630 г. Дерево, масло. Маурицхёйс, Гаага
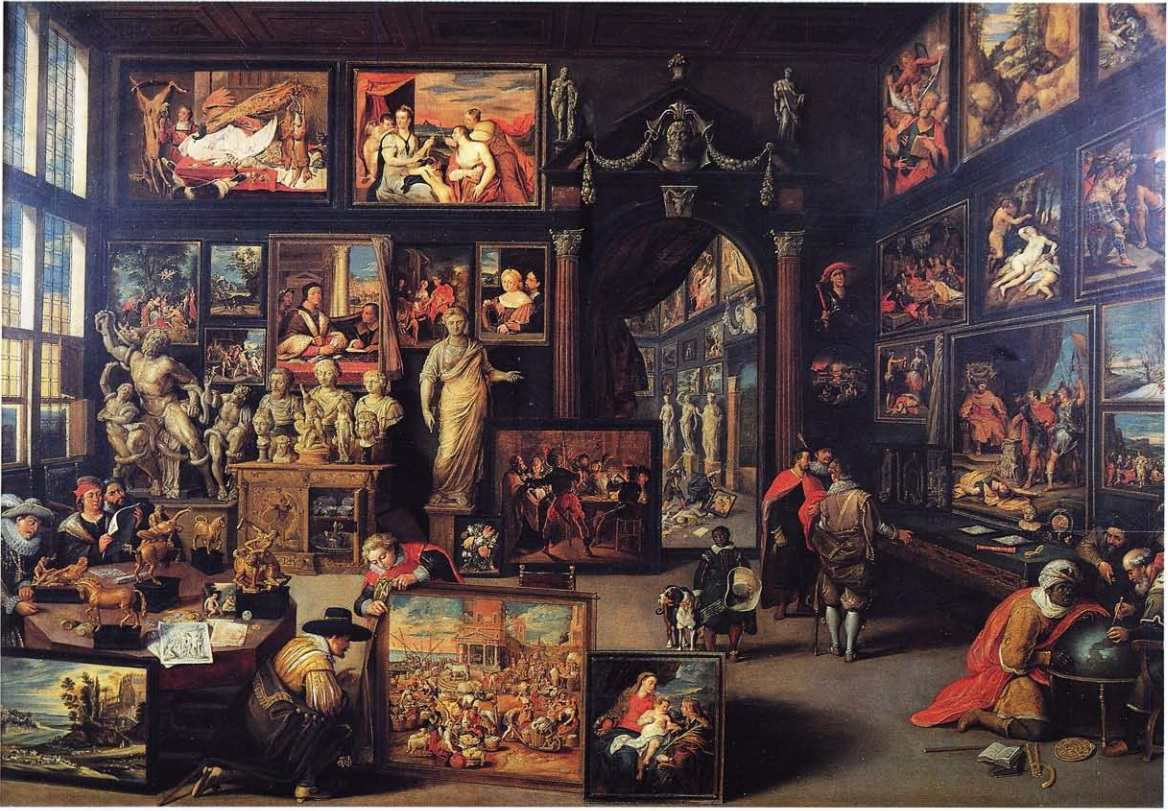
Коллекция Корнелиса ван дер Геста с Парацельсом. 1630-е гг. Дерево, масло. Частное собрание